# AACTA Awards 2020
Die 10. Verleihung der australischen AACTA Awards (englisch 10th AACTA Awards), die jährlich von der Australian Academy of Cinema and Television Arts (AACTA) vergeben werden, fand zweigeteilt am 27. und 30. November 2020 im Casino The Star in Sydney statt. Die AACTA Awards sind die Fortsetzung der AFI Awards, die von 1958 bis 2010 durch das Australian Film Institute (AFI) vergeben wurden. Sie ehrten die besten australischen Filme und Sendungen des Jahres 2020 und sind so das Gegenstück zu den im Januar 2021 stattgefundenen zehnten AACTA International Awards für internationale Filme und Serien. Die Verleihung wurde bei Seven Network gezeigt.

## Gewinner und Nominierte
| Film                                          | N  | A |
| --------------------------------------------- | -- | - |
| Milla Meets Moses                             | 13 | 9 |
| Outlaws – Die wahre Geschichte der Kelly Gang | 12 | 3 |
| Das Blubbern von Glück                        | 10 | 0 |
| Der Unsichtbare                               | 09 | 3 |
| I Am Woman                                    | 09 | 0 |
| Relic – Dunkles Vermächtnis                   | 06 | 0 |
| Measure for Measure                           | 04 | 0 |
| The 800                                       | 02 | 1 |
| Standing Up for Sunny                         | 02 | 1 |
| Little Monsters                               | 02 | 0 |
| Undertow                                      | 02 | 0 |

### Bester Film
Milla Meets Moses (Babyteeth) – Produktion: Alex White
Das Blubbern von Glück (H Is for Happiness) – Produktion: Lisa Hoppe, Tenille Kennedy und Julie Ryan
I Am Woman – Produktion: Rosemary Blight und Unjoo Moon
Der Unsichtbare (The Invisible Man) – Produktion: Jason Blum und Kylie du Fresne
Relic – Dunkles Vermächtnis (Relic) – Produktion: Anna McLeish und Sarah Shaw
Outlaws – Die wahre Geschichte der Kelly Gang (True History of the Kelly Gang) – Produktion: Hal Vogel, Justin Kurzel, Paul Ranford und Liz Watts

### Beste Regie
Shannon Murphy – Milla Meets Moses (Babyteeth)
Natalie Erika James – Relic – Dunkles Vermächtnis (Relic)
Justin Kurzel – Outlaws – Die wahre Geschichte der Kelly Gang (True History of the Kelly Gang)
John Sheedy – Das Blubbern von Glück (H Is for Happiness)
Leigh Whannell – Der Unsichtbare (The Invisible Man)

### Bestes Drehbuch
Rita Kalnejais – Milla Meets Moses (Babyteeth)
Abe Forsythe – Little Monsters
Shaun Grant – Outlaws – Die wahre Geschichte der Kelly Gang (True History of the Kelly Gang)
Natalie Erika James und Christian White – Relic – Dunkles Vermächtnis (Relic)
Leigh Whannell – Der Unsichtbare (The Invisible Man)

### Bester Hauptdarsteller
Toby Wallace – Milla Meets Moses (Babyteeth)
George MacKay – Outlaws – Die wahre Geschichte der Kelly Gang (True History of the Kelly Gang)
Sam Neill – Besser wird’s nicht (Rams)
Richard Roxburgh – Das Blubbern von Glück (H Is for Happiness)
Hugo Weaving – Measure for Measure

### Beste Hauptdarstellerin
Eliza Scanlen – Milla Meets Moses (Babyteeth)
Tilda Cobham-Hervey – I Am Woman
Laura Gordon – Undertow
Elisabeth Moss – Der Unsichtbare (The Invisible Man)
Lupita Nyong’o – Little Monsters

### Bester Nebendarsteller
Ben Mendelsohn – Milla Meets Moses (Babyteeth)
Fayssal Bazzi – Measure for Measure
Russell Crowe – Outlaws – Die wahre Geschichte der Kelly Gang (True History of the Kelly Gang)
Aaron Jeffery – The Flood
Wesley Patten – Das Blubbern von Glück (H Is for Happiness)

### Beste Nebendarstellerin
Essie Davis – Milla Meets Moses (Babyteeth)
Emma Booth – Das Blubbern von Glück (H Is for Happiness)
Bella Heathcote – Relic – Dunkles Vermächtnis (Relic)
Deborah Mailman – Das Blubbern von Glück (H Is for Happiness)
Doris Younane – Measure for Measure

### Beste Filmmusik
Amanda Brown – Milla Meets Moses (Babyteeth)
Craig Armstrong – In deinen Armen (Dirt Music)
Jed Kurzel – Outlaws – Die wahre Geschichte der Kelly Gang (True History of the Kelly Gang)
Rafael May – I Am Woman
Nerida Tyson-Chew – Das Blubbern von Glück (H Is for Happiness)

### Beste Kamera
Stefan Duscio – Der Unsichtbare (The Invisible Man)
Andrew Commis – Milla Meets Moses (Babyteeth)
Bonnie Elliott – Das Blubbern von Glück (H Is for Happiness)
Geoffrey Hall – Flucht aus Pretoria (Escape from Pretoria)
Brad Shield – Bloody Hell

### Bester Schnitt
Andy Canny – Der Unsichtbare (The Invisible Man)
Dany Cooper – I Am Woman
Stephen Evans – Milla Meets Moses (Babyteeth)
Nick Fenton – Outlaws – Die wahre Geschichte der Kelly Gang (True History of the Kelly Gang)
Nick Meyers und Julie-Anne De Ruvo – Undertow

### Bestes Szenenbild
Rebecca Cohen und Karen Murphy – Outlaws – Die wahre Geschichte der Kelly Gang (True History of the Kelly Gang)
Richie Dehne und Michael Turner – I Am Woman
Alex Holmes und Katie Sharrock – Der Unsichtbare (The Invisible Man)
Robbie Perkins – Miss Fisher und die Gruft der Tränen (Miss Fisher and the Crypt of Tears)
Sherree Philips – Milla Meets Moses (Babyteeth)

### Beste Kostüme
Alice Babidge – Outlaws – Die wahre Geschichte der Kelly Gang (True History of the Kelly Gang)
Zohie Castellano und Olivia Simpson – Measure for Measure
Nina Edwards – Standing Up for Sunny
Terri Lamera – Das Blubbern von Glück (H Is for Happiness)
Emily Seresin – I Am Woman

### Beste Frisuren und bestes Make-up
Kirsten Veysey – Outlaws – Die wahre Geschichte der Kelly Gang (True History of the Kelly Gang)
Angela Conte, Larry Van Duynhoven und Bec Taylor – Relic – Dunkles Vermächtnis (Relic)
Larry Van Duynhoven, Toni Ffrench und Chiara Tripodi – Preacher (Episode 41 Gottesfurcht)
Kerryn Flewell-Smith, Sheldon Wade und Cheryl Williams – Operation Buffalo
Nikki Gooley, Cassie O’Brien und Wendy de Waal – I Am Woman

### Bester Ton
Paul Brincat, Will Files und P. K. Hooker – Der Unsichtbare (The Invisible Man)
Steve Burgess, Robert Mackenzie, Glenn Newnham und John Wilkinson – Relic – Dunkles Vermächtnis (Relic)
Nick Emond, Sam Hayward, Rick Lisle und Angus Robertson – Milla Meets Moses (Babyteeth)
Frank Lipson, Andrew Neil, Andrew Ramage und Steve Single – Outlaws – Die wahre Geschichte der Kelly Gang (True History of the Kelly Gang)
Robert Mackenzie, Ben Osmo, Pete Smith und Tara Webb – I Am Woman

### Beste visuelle Effekte oder beste Animationen
Tim Crosbie, Julian Hutchens, Jason Troughton, Tom Wood und Joy Wu – The 800 (八佰)
Aevar Bjarnason, Marcus Bolton, Jonathan Dearing und Matt Ebb – Der Unsichtbare (The Invisible Man)
Mark Breakspear, Thomas Elder-Groebe, Ineke Majoor und Glenn Melenhorst – Jumanji: The Next Level
Nicholas Brooks, Ineke Majoor, Josh Simmonds und Jimmy Uddo – Es Kapitel 2 (It Chapter Two)
Mark R. Byers, Olivier Dumont, Matt Grieg, Malte Sarnes und Kathy Siegel – Le Mans 66 – Gegen jede Chance (Ford v Ferrari)

### Bestes Casting
Kirsty McGregor und Stevie Ray – Milla Meets Moses (Babyteeth)
Nikki Barrett – I Am Woman
Nikki Barrett – Outlaws – Die wahre Geschichte der Kelly Gang (True History of the Kelly Gang)
Allison Meadows – Stateless
Jane Norris – Das Blubbern von Glück (H Is for Happiness)

### Bester Dokumentarfilm
Firestarter: The Story of Bangarra – Regie: Wayne Blair und Nel Minchin; Produktion: Ivan O’Mahoney
Brazen Hussies – Regie: Catherine Dwyer; Produktion: Philippa Campey und Andrea Foxworthy
Brock: Over the Top – Regie: Kriv Stenders; Produktion: Alan Erson, Veronica Fury und Ruby Schmidt
Looky Looky Here Comes Cooky – Regie: Steven McGregor; Produktion: Anna Grieve, Danielle MacLean und Steven Thomas
Slim & I – Regie: Kriv Stenders; Produktion: James Arneman, Chris Brown und Aline Jacques
Suzi Q – Regie: Liam Firmager; Produktion: Tait Brady und Liam Firmager

### Bester Kurzfilm
The Mirror – Regie: Joel Kohn; Produktion: Tom Davies, Mike Horvath und Joel Kohn
Chicken – Regie: Alana Hicks; Produktion: Sleena Wilson
Chlorine – Regie: Melissa Anastasi; Produktion: Jessica Carrera
I Want to Make a Film About Women – Regie: Karen Pearlman; Produktion: Richard James Allen und Karen Pearlman
Idol – Regie: Alex Wu; Produktion: Jiapei Wu
The Moogai – Regie: Jon Bell; Produktion: Kristina Ceyton, Taylor Goddard, Samantha Jennings und Mitchell Stanley

### Bester Independentfilm
Standing Up for Sunny – Regie: Steven Vidler; Produktion: Drew Bailey, Jamie Hilton und Michael Pontin
A Boy Called Sailboat – Jedes Wunder hat seine Melodie (A Boy Called Sailboat) – Regie: Cameron Nugent; Produktion: Andrew Curry, Nick Farnell, Cameron Nugent und Sullivan Stapleton
Hot Mess – Regie: Lucy Coleman; Produktion: Sheila Jayadev, Lyn Norfor und Martin Thorne
Koko: A Red Dog Story – Regie: Aaron McCann und Dominic Pearce; Produktion: Lauren Brunswick und Nelson Woss
A Lion Returns – Regie: Serhat Caradee; Produktion: Liz Burton und Serhat Caradee
Unsound – Regie: Ian Watson; Produktion: Tsu Shan Chambers

### Bester asiatischer Film
Better Days (少年的你), China – Regie: Derek Tsang; Produktion: Hui Yuet-jan
Beasts Clawing at Straws (지푸라기라도 잡고 싶은 짐승들), Südkorea – Regie: Kim Yong-hoon; Produktion: Jang Won-seok
Chhapaak, Indien – Regie: Meghna Gulzar; Produktion: Meghna Gulzar und Deepika Padukone
The 800 (八佰), China – Regie: Guan Hu; Produktion: Liang Jing und Wang Zhonglei
First Love (初恋), Japan – Regie: Takashi Miike; Produktion: Muneyuki Kii, Misakoi Saka und Jeremy Thomas
Shubh Mangal Zyada Saavdhan, Indien – Regie: Hitesh Kewalya; Produktion: Bhushan Kumar, Krishan Kumar, Aanand L. Rai und Himanshu Sharma
Thappad, Indien – Regie: Anubhav Sinha; Produktion: Vinod Bhanushali, Bhushan Kumar, Krishan Kumar und Anubhav Sinha
Peninsula (반도), Südkorea – Regie: Yeon Sang-ho; Produktion: Lee Dong-ha
Der See der wilden Gänse (南方车站的聚会), China – Regie: Diao Yinan; Produktion: Michel Merkt und Yang Shen

### Beste Dramaserie
Mystery Road – Verschwunden im Outback (Mystery Road) – Produktion: David Jowsey und Greer Simpkin
Bloom – Produktion: Glen Dolman, David Maher, Sue Seeary und David Taylor
The Heart Guy (Doctor Doctor) – Produktion: Ian Collie, Rodger Corser, Ally Henville und Keith Thompson
Halifax: Retribution – Produktion: Louisa Kors und Roger Simpson
The Heights – Produktion: Peta Astbury-Bulsara, Warren Clarke, Debbie Lee und Que Minh Luu
Wentworth – Produktion: Pino Amenta und Jo Porter

### Beste Comedyserie
Upright – Produktion: Helen Bowden, Melissa Kelly, Tim Minchin, Jason Stephens und Chris Taylor
At Home Alone Together – Produktion: Nikita Agzarian, Janet Gaeta, Nick Hayden und Dan Ilic
Black Comedy – Produktion: Nakkiah Lui, Mark O’Toole, Kath Shelper und David Woodhead
The Other Guy – Produktion: Angie Fielder, Polly Staniford, Jude Troy und Alice Willison
Rosehaven – Produktion: Luke McGregor, Celia Pacquola, Andrew Walker und Kevin Whyte

### Bester Fernsehfilm oder beste Miniserie
Stateless – Produktion: Tony Ayres, Cate Blanchett, Sheila Jayadev, Elise McCredie, Paul Ranford, Andrew Upton, Liz Watts
The Gloaming – Produktion: Victoria Madden, Fiona McConaghy und John Molloy
Hungry Ghosts – Produktion: Stephen Corvini, Timothy Hobart, Debbie Lee und Sue Masters
Operation Buffalo – Produktion: Peter Duncan, Tanya Phegan und Vincent Sheehan
The Secret She Keeps – Die Rivalin (The Secret She Keeps) – Produktion: Helen Bowden, Jason Stephens und Paul Watters

### Beste Kinderserie
Bluey – Produktion: Charlie Aspinwall, Joe Brumm, Sam Moor und Daley Pearson
Are You Tougher Than Your Ancestors? – Produktion: Donna Andrews, Stu Connolly und Vanna Morosini
First Day – Ich bin Hannah (First Day) – Kate Croser, Julie Kalceff und Kirsty Stark
Die Kinderdetektei (The Inbestigators) – Produktion: Robyn Butler und Wayne Hope
Little J & Big Cuz – Produktion: Ned Lander, Alicia Rackett, Colin South und Tony Thorne
Mustangs FC – Produktion: Rachel Davis, Amanda Higgs und Debbie Lee

### Beste Unterhaltungssendung
Have You Been Paying Attention? – Produktion: Santo Cilauro, Tom Gleisner, Michael Hirsh und Rob Sitch
Eurovision 2020: Australia Decides – Produktion: Paul Clarke, Josh Martin und Stephanie Werrett
Hard Quiz – Produktion: Tom Gleeson, Charlie Pickering, John Tabbagh, Chris Walker und Kevin Whyte
LEGO Masters Australia – Produktion: Mark Barlin, AJ Johnson und David McDonald
The Voice – Produktion: Leigh Aramberri, Chloe Baker, Beth Hart und Jaala Webster
The Weekly with Charlie Pickering – Produktion: Jo Long, Charlie Pickering, Chris Walker und Kevin Whyte

### Beste Realitysendung
MasterChef Australia – Produktion: Marty Benson und Adam Fergusson
The Amazing Race Australia – Produktion: Chris Culvenor, Paul Franklin, Sophia Mogford und Stephen Tate
Australian Survivor: All Stars – Produktion: Adam Fergusson, Amelia Fisk und Keely Sonntag
The Block – Produktion: David Barbour und Julian Cress
I’m a Celebrity … Get Me Out of Here! – Produktion: Clare Bath, Riima Daher, Alex Mavroidakis und Ben Ulm
The Real Dirty Dancing – Produktion: Chris Culvenor, Paul Franklin, Sophia Mogford und Sonya Wilkes

### Beste Lifestylesendung
The Living Room – Produktion: Ciarran Flannery, Nicole Rogers, Caroline Spencer und Sarah Thornton
Better Homes and Gardens – Produktion: Rani Eaton und Russel Palmer
Jimmy Shu’s Taste of the Territory – Produktion: Sally Ingleton, Josh Martin und Naina Sen
Luke Nguyen’s Railway Vietnam – Produktion: Michael Donnelly, John Hatcher, Josh Martin und Clara O’Sullivan
Restoration Australia – Produktion: Brooke Bayvel
Selling Houses Australia – Produktion: Geoff Fitzpatrick, Sonia Harding und Wendy Moore

### Beste Hauptdarsteller – Drama
Fayssal Bazzi – Stateless
Bryan Brown – Bloom
Jai Courtney – Stateless
Ewen Leslie – Operation Buffalo
Aaron Pedersen – Mystery Road – Verschwunden im Outback (Mystery Road)

### Beste Hauptdarstellerin – Drama
Yvonne Strahovski – Stateless
Jada Alberts – Mystery Road – Verschwunden im Outback (Mystery Road)
Rebecca Gibney – Halifax: Retribution
Asher Keddie – Stateless
Pamela Rabe – Wentworth

### Bester Neben- oder Gastdarsteller – Drama
Darren Gilshenan – Stateless
Rob Collins – Mystery Road – Verschwunden im Outback (Mystery Road)
Damon Herriman – The Commons
Callan Mulvey – Mystery Road – Verschwunden im Outback (Mystery Road)
Ed Oxenbould – Bloom

### Beste Neben- oder Gastdarstellerin – Drama
Cate Blanchett – Stateless
Jacqueline McKenzie – Bloom
Ngaire Pigram – Mystery Road – Verschwunden im Outback (Mystery Road)
Tasma Walton – Mystery Road – Verschwunden im Outback (Mystery Road)
Jacki Weaver – Bloom

### Bester Darsteller – Comedy
Tim Minchin – Upright
Milly Alcock – Upright
Anne Edmonds – At Home Alone Together
Luke McGregor – Rosehaven
Celia Pacquola – Rosehaven

### Beste Regie im Fernsehen
Emma Freeman – Stateless (Episode 1 Unter welchen Umständen sie kommen)
Wayne Blair – Mystery Road – Verschwunden im Outback (Mystery Road, Episode 10 Broken)
Simon Francis – Anne Edmonds: Was stimmt nicht mit euch? (Anne Edmonds: What’s Wrong with You?)
Jocelyn Moorhouse – Stateless (Episode 6 Der siebente Kreis)
Warwick Thornton – Mystery Road – Verschwunden im Outback (Mystery Road, Episode 12 What You Do Now)

### Bestes Drehbuch im Fernsehen
Elise McCredie – Stateless (Episode 1 Unter welchen Umständen sie kommen)
Kodie Bedford – Mystery Road – Verschwunden im Outback (Mystery Road, Episode 10 Broken)
Shelley Birse – The Commons (Episode 1)
Peter Duncan – Operation Buffalo (Episode 4)
Julie Kalceff – First Day – Ich bin Hannah (First Day, Episode 1)